# Croce del Caucaso
La Croce del Caucaso (o croce caucasica) è una medaglia commemorativa attribuita dall'impero russo a quanti avessero preso parte alla guerra caucasica.

## La medaglia
La medaglia consisteva in una stella, da portare sulla parte sinistra del petto, composta da una croce a quattro bracci con le estremità allargate, simile per forma alla Croce di Kulm concessa dalla Prussia ad inizio Ottocento. Al centro la croce riportava un cerchio con lo stemma dell'Impero russo (un'aquila bicipite). Lo scudo era attraversato da due spade incrociate con l'elsa nella parte inferiore. Sul braccio sinistro della croce si trovava, in cirillico, la scritta "PER SERVIZIO", e a destra, come continuazione dell'iscrizione, "NEL CAUCASO". All'estremità superiore della croce era posto il monogramma dello zar Alessandro II che decretò la concessione della medaglia, mentre nel braccio inferiore si trovava la data d'istituzione della stessa "1864", ovvero l'anno della fine delle ostilità nel Caucaso. Il rovescio della croce era composto da una superficie liscia, cui si attaccava lo spillone.
La medaglia venne realizzata nella medesima foggia ma in materiali diversi: in oro per i generali, in argento per gli ufficiali e in bronzo per la truppa. Vi era poi una versione della croce più piccola per dimensioni, che venne assegnata ai cittadini e al personale medico ed infermieristico che collaborarono coi militari durante le operazioni di combattimento.